# Kultura w Unii Europejskiej

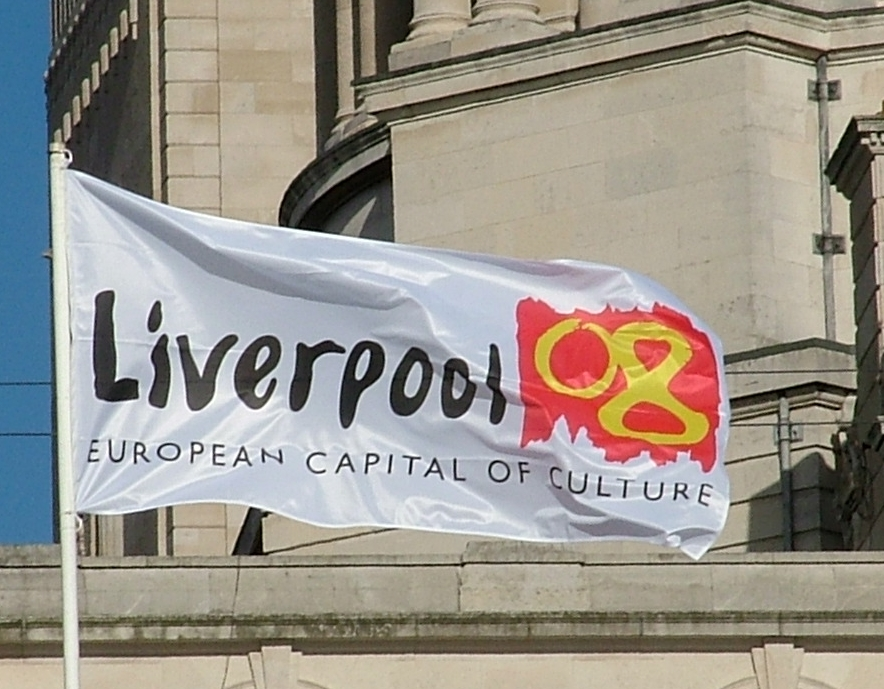
Europejska Stolica Kultury 2008

Unia Europejska szanuje różnorodność kulturową krajów członkowskich. Wspiera się wymianę kulturową. Jednymi z ważniejszych projektów w tej dziedzinie są Europejskie miasta kultury. Rok 2008 został uznany przez Parlament Europejski za Europejski Rok Dialogu Międzykulturowego.
Komisja Europejska prowadzi własną stację telewizyjną – Europe by Satellite, dofinansuje Euronews (w zamian za zwiększenie informacji dotyczących działań Instytucji Unii). Działania Parlamentu Europejskiego dostępne są na EuroparlTV.